# Protestos no Zimbábue em 2016–2017
Os protestos de 2016–2017 no Zimbábue começaram em 6 de julho de 2016 quando milhares de zimbabuanos protestaram contra a repressão governamental, serviços públicos precários, alto desemprego, corrupção generalizada e atrasos no recebimento dos salários de funcionários públicos.  Uma greve nacional, chamada de "dia de afastamento", começou em 6 de julho  e protestos subsequentes ocorreram em todo o país e na diáspora.
O governo do Zimbábue responsabilizou os governos ocidentais pelos protestos e foi acusado de bloquear mídias sociais como o WhatsApp das 9h às 11h de 6 de julho de 2016  para evitar que as pessoas se reunissem para protestar.
Em 18 de novembro de 2017, protestos de solidariedade ao movimento anti-Mugabe foram realizados no Zimbábue e em outros países, após o golpe militar de 15 de novembro. Em 21 de novembro, Robert Mugabe enviou uma carta ao Parlamento do Zimbábue renunciando à presidência. 

## Demandas
De acordo com a BBC, os manifestantes de 2016 tiveram cinco demandas: 
- Pagamento dos funcionários públicos em dia;
- Redução dos bloqueios de estradas e encerrar o assédio dos policiais às pessoas por dinheiro;
- Demissão do presidente Robert Mugabe e processos contra funcionários corruptos;
- Abandonar os planos para introduzir notas bônus;
- Remover uma proibição recente de produtos importados.